# Rotvika
Rotvika est une localité du comté de Troms, en Norvège.

## Géographie
Administrativement, Rotvika fait partie de la kommune de Salangen.